# System sądowniczy w Kanadzie
System sądowniczy w Kanadzie ma strukturę piramidy. Na najniższym poziomie znajdują się sądy okręgowe, których jurysdykcja ograniczona jest do najniższych poziomów administracji samorządowych. Sędziowie tych sądów mianowani są przez rządy prowincjonalne lub terytorialne. Kolejny poziom – władze sądowniczą – w prowincjach i terytoriach sprawują prowincjonalne oraz terytorialne sądy najwyższe (Provincial Superior Court lub Territorial Superior Court). Sędziowie tych sądów mianowani są przez rząd federalny. Odwołania od decyzji sądów najwyższych rozpatrują prowincjalne lub terytorialne sądy apelacyjne, które tworzą najwyższy poziom sądowniczy na gruncie prowincjonalnym i terytorialnym. Istnieją także sądy na poziomie federalnym. Ich kompetencje jednak ograniczą się jedynie do spraw będących w gestii rządu federalnego. Sąd federalny dzieli się na dwie jednostki posiadające różne kompetencje: Sąd Podatkowy (Tax Court of Canada) rozpatrujący sprawy natury podatkowej oraz Sąd Federalny (Federal Court of Canada), który składa się z dwóch izb – izby procesowej (Trial Division) i sądu apelacyjnego Federal Court of Appeal (federalny sąd apelacyjny).
Na szczycie piramidy sądowniczej znajduje się Najwyższy Sąd Kanady (Supreme Court of Kanada). Sąd najwyższy składa się z dziewięciu sędziów. Spełnia on szereg funkcji. Do podstawowych należą rozpatrywanie apelacji wyroków sądów prowincjonalnych i terytorialnych oraz sądu federalnego. O tym czy dana sprawa może być zakwalifikowana pod orzeczenie sądu decyduje panel składający się z trzech sędziów sądu najwyższego.
Dodatkową funkcją Najwyższego Sądu Kanady jest orzekanie o konstytucyjności ustaw uchwalanych przez parlamenty prowincjonalne, terytorialne i federalny. Orzeczenie takie zwykle odbywa się na wniosek Gubernatora Generalnego lub grupy obywatelskiej. Sąd ten także dokonuje interpretacji praw w sprawach spornych.
Do czasu uzyskania pełnej suwerenności decyzje Sądu Najwyższego mogły być zaskarżane do sądów brytyjskich. Współcześnie praktyka taka jest niemożliwa.
Lista sędziów Najwyższego Sądu Kanady z roku 2003:
- Beverley McLachlin(inne języki), Chief Justice of Canada – nominowana 1989, nominowana na sędziego naczelnego 2000
- Frank Iacobucci(inne języki) – nominowany 1991
- John C. Major(inne języki) – nominowany 1992
- Michel Bastarache(inne języki) – nominowany 1995
- William Ian Corneil Binnie(inne języki) – nominowany 1998
- Louise Arbour(inne języki) – nominowany 1999
- Louis LeBel(inne języki) – nominowany 2000
- Marie Deschamps(inne języki) – nominowana 2002
- Morris Fish(inne języki) – nominowany 2003